# Myrcia laruotteana
Myrcia laruotteana är en myrtenväxtart som beskrevs av Jacques Cambessèdes. Myrcia laruotteana ingår i släktet Myrcia och familjen myrtenväxter.

## Underarter
Arten delas in i följande underarter:
- M. l. laruotteana
- M. l. paraguayensis